# Diploma di Froa

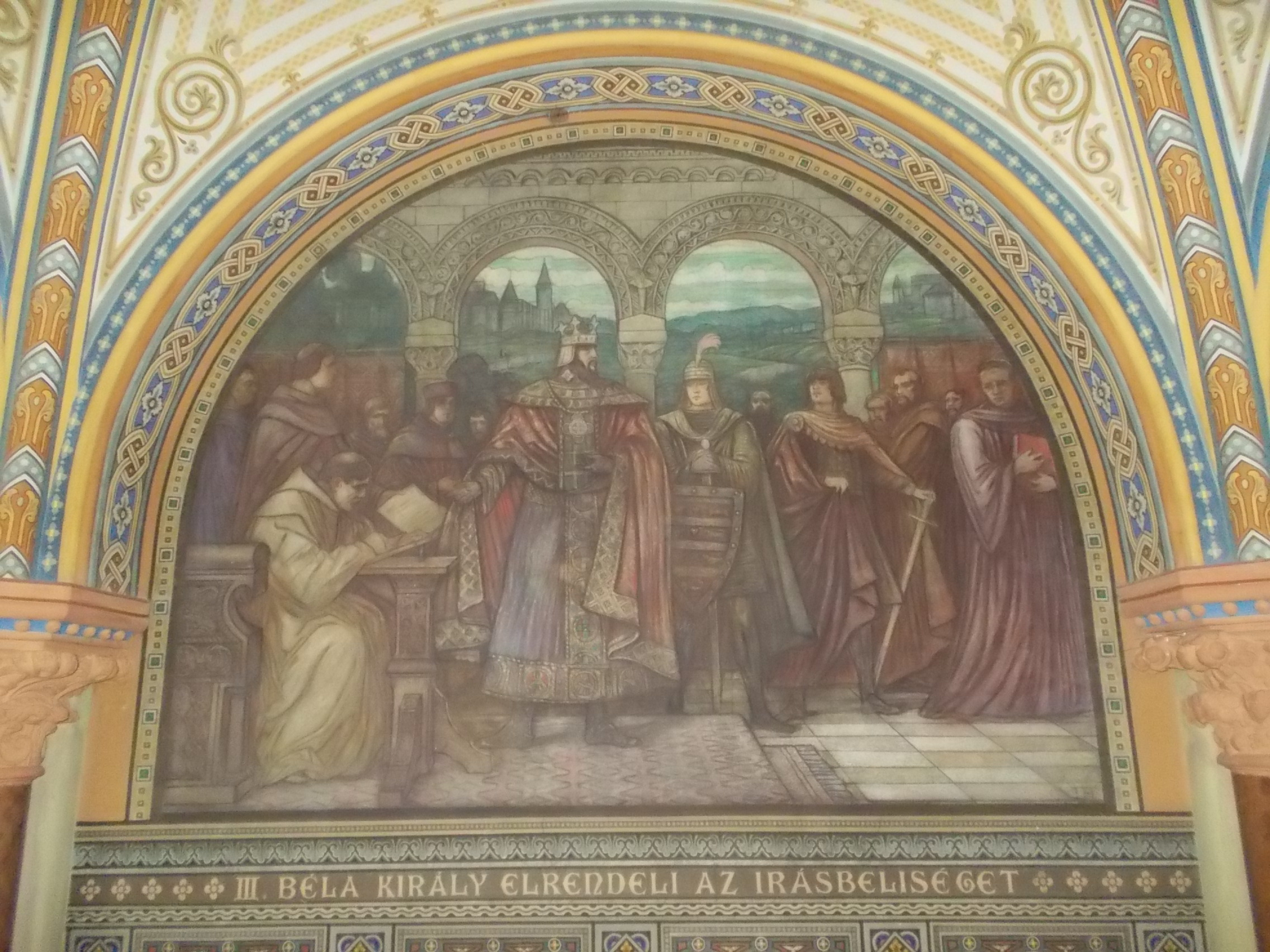
Re Béla III ordina il ricorso ai documenti scritti, colore a tempera di Andor Dudits nell'edificio principale dell'Archivio Nazionale d'Ungheria

Il diploma di Froa (in ungherese Froa-oklevél) fu un privilegio reale emesso nel 1181 dal re Béla III d'Ungheria, in cui approvava una transazione fra due sudditi. La storiografia ungherese ha ritenuto a lungo che il monarca avesse ordinato l'introduzione dell'alfabetizzazione impiegatizia nella arenga (apertura) del documento, evento cui seguì l'istituzione di una cancelleria permanente presso la corte reale.

## Aspetto
Il diploma si presenta come una pergamena nordica di 35,5 × 25,5 cm tagliata in forma rettangolare, rinforzata da un sigillo pendente e chirografata lungo una linea retta. Si tratta di un certificato cerimoniale, che tuttavia non contiene simboli grafici a parte il capolettera "Q"; il testo è scritto in inchiostro nero nella prima scrittura gotica. Nell'incipit, come consuetudine dei diplomi più decorativi, sono presenti lettere allungate (sciptura longior). Per quanto riguarda la sua struttura, secondo l'archivista László Fejérpataky, il diploma mostra caratteristiche primitive e non sviluppate: «È introdotto da un arenga; dopo la formula di promulgazione, il re parla in forma soggettiva (ego). Alla fine, si può leggere un anatema molto ridondante, una tendenza tipica degli atti stilati all'inizio del regno di Béla III».

## Contenuto
La nobildonna Froa era la vedova di un certo prevosto Marcello. Secondo lo storico László Koszta, il suo titolo non denotava una posizione ecclesiastica (anche se il celibato non era universale tra i chierici in Ungheria, come lamentava papa Alessandro III), piuttosto poteva essere un funzionario reale a capo di una zona o il superiore di una comunità di hospes (di origine straniera). La carta narra che la signora Froa intendeva originariamente cedere un suo feudo, Szeles (o Szőlős), nel comitato di Baranya (composto dal castello e dai terreni circostanti, compresi nel territorio dell'attuale Pécsudvard) all'ospedale di Pécs, ma cambiò idea e chiese al re Béla III il permesso di vendere il possedimenti al Palatino. Farkas Gatal per 120 marchi. Béla si consultò sulla questione con i suoi consiglieri, i vescovi Macario di Pécs, Pietro di Eger e il notaio Paolo di Transilvania e autorizzò la cessione.
Il documento afferma che Farkas Gatal «è universalmente considerato un figlio della giustizia e un cultore della verità, che non si appropria di nulla con la forza, ma usa il denaro acquisito legalmente per ottenere da qualche parte ciò che può ottenere a un prezzo». Il paragrafo successivo elenca per nome le ventisette persone libere che lavoravano alla villa, oltre ai confini di Szeles. Tra i testimoni dell'atto figurano Gilbertus, maestro dell'ospedale di Pécs, i membri del capitolo della cattedrale locale dei Santi Pietro e Paolo e l'élite secolare del posto. Il privilegio reale fu redatto dal notaio Paolo (anche vescovo di Transilvania). Il documento si conclude con una formula di rito tipica dell'epoca.

## L'arengae la sua storiografia
(Prologo (arenga) del privilegio reale di Béla (1181))
Le cronache medievali, in particolare le Gesta Hunnorum et Hungarorum di Simone di Kéza e la Chronica Picta, riferiscono che Béla III «introdusse la stessa prassi in voga nella corte romana e imperiale», circostanza la quale suggerisce che la cancelleria reale iniziò a funzionare come ufficio separato durante il suo regno. Al contrario, Ruggero di Puglia sottolinea nel suo Carmen miserabile che Béla IV (al potere dal 1235 al 1270) fu quel re il quale ordinò ai nobili «di non presentare le loro controversie direttamente alla sua corte e parlare con lui di persona, ma di avanzarle ai cancellieri e aspettarsi da loro il giudizio sul tali questioni».
Il diploma di Froa fu pubblicato per la prima volta da Philipp Ernst Spiess, l'archivista di Carlo Alessandro di Brandeburgo-Ansbach nel 1783, venendo ripreso dall'archivista ungherese György Pray. La presunta connessione tra l'arenga della carta e l'"introduzione del sistema delle petizioni" (interpretando alla lettera le parole dell'arenga) è apparsa per la prima volta in una nota del medico József Pólya tratta dal lessico Közhasznu esmeretek tára (1833). Nella seconda metà del XIX secolo, diversi storici condivisero questo punto di vista, come ad esempio Mihály Horváth, Imre Hajnik e Árpád Kerékgyártó. Quest'ultimo studioso fu il primo che non solo menzionò l'introduzione dell'istituto delle petizioni, ma affermò anche che Béla ordinò che le questioni discusse davanti a lui fossero scritte nell'arenga della sua carta reale del 1181. László Fejérpataky (nel 1885) ha respinto l'introduzione del sistema giudiziario summenzionato sotto Béla III, ma ha rimarcato il collegamento tra l'arenga e l'«introduzione dei testi scritti in cancelleria». In seguito, il cosiddetto "topos dell'alfabetizzazione" si diffuse nella storiografia ungherese (ad esempio Elemér Mályusz, László Mezey e Bernát L. Kumorovitz), poi anche nelle belle arti (il colore a tempera dipinto da Andor Dudits) e nell'istruzione secondaria e superiore in storia nel XX secolo.
A parte alcune osservazioni scettiche e poco rassicuranti (ad esempio, László Erdélyi e Imre Szentpétery), il "topos dell'alfabetizzazione" è rimasto inalterato fino agli anni Sessanta e Settanta. Lo storico slovacco Richard Marsina (1965) ha classificato l'arenga nella categoria di «oblivio memoria», che contrappone la transitorietà della memoria umana alla permanenza della scrittura ed era diffuso nelle carte reali dell'Ungheria a cavallo tra il XII e il XIII secolo, ma se ne rinvengono di simili in Francia e in Danimarca dello stesso periodo. Lo storico ungherese András Kubinyi ha sostenuto nel 1975 che, nell'elenco dei testimoni, compaiono solo membri dell'élite locale e non titolari di dignità nazionali, come ci si aspetterebbe nel caso di un'ampia riforma della cancelleria. Inoltre, tra la discussione (actum) e la stesura (datum) della causa passò un periodo di tempo più lungo (diversi mesi o anni) giustificato principalmente dal fatto che l'estensore del documento, Paolo, un vecchio notaio, è già indicato come vescovo di Transilvania in carica nel privilegio reale. Kubinyi ha altresì fornito esempi di arenga di diplomi scoperti in Paesi vicini. Secondo lo storico, non c'è bisogno di cercare un contenuto normativo (letterale) nel testo che detta la scrittura del diritto privato, poiché l'arenga può essere fondamentalmente derivata dalla pratica della formulazione dei diplomi europei, e può anche riferirsi ai ricordi di un ecclesiastico di origine vallone di Pécs dalla sua patria. In seguito allo studio di Kubinyi, nei decenni successivi la storiografia ungherese si è orientata verso lo "scetticismo del topos".

## Analisi
La chirografia dimostra che il diploma è stato realizzato in due copie originali. È possibile che la seconda copia sia stata conservata dal capitolo della cattedrale di Pécs. Quanto riferito nel documento coincideva con una transazione privata, che tuttavia richiedeva una conferma della corona in conformità alle leggi della fine dell'XI secolo di Colomanno d'Ungheria. Lo storico János Halász ha sostenuto che se la cancelleria reale non possedeva una propria copia, ciò contraddiceva lo scopo dell'ordine scritto, poiché «la memoria delle cose passate si oscura facilmente» e senza una copia i posteri difficilmente avrebbero potuto fare riferimento alla sua decisione. Stando a László Fejérpataky, Paolo era responsabile del caso, in quanto stava ancora agendo come notaio quando fu registrato il fatto giuridico contenuto nel diploma, quindi era ancora responsabile della catalogazione posteriore per iscritto al momento dell'actum, anche come vescovo di Transilvania. Ciò significa che i vari compiti alla fine del XII secolo non erano sempre legati alla carica, ma alla persona. Paolo conosceva personalmente il caso, quindi emise il documento su ordine di Béla III.
Il numero considerevole di testimoni dimostra che le persone citate hanno partecipato alle varie fasi dell'atto legale (testimonianza, passaggio del confine, ecc.). Il documento fu stilato dopo l'evento (forse anni dopo) e probabilmente non in presenza del re. È pure possibile che fu il capitolo di Pécs a emettere il diploma invece della cancelleria reale ancora in formazione. Secondo lo storico László Koszta, il defunto Marcello e la sua vedova Froa appartenevano a quella comunità di hospes ("ospiti") di origine vallone, fiamminga o lorenese, che si stabilì a Pécs e dintorni tra il 1160 e il 1180. In molti casi, il documento riflette un'influenza transalpina, che può anche indicare il luogo in cui Paolo ha studiato all'estero, e potrebbe essere a causa della comunità linguistica che è diventato il responsabile scritto del caso.